# 里肯隧道

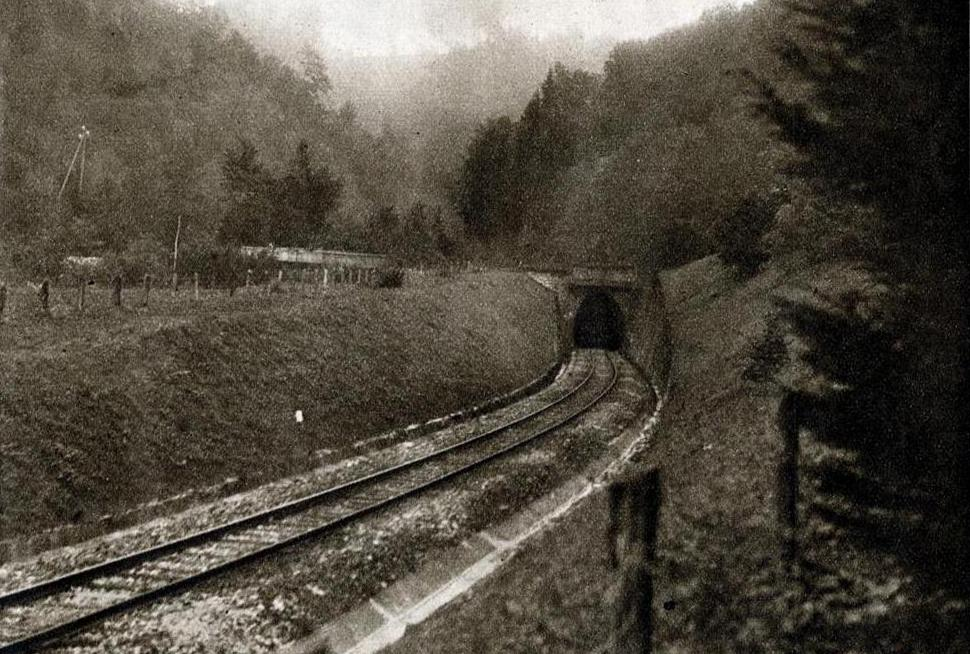
卡特布倫一侧的隧道口

里肯隧道是瑞士东部圣加仑州的一座单线铁路穿山隧道，全长8604米，穿过阿彭策尔山的里肯山口，连接卡特布倫和瓦特維爾，1904年开工，1910年10月1日通车。